# Курт, Изабель
Изабе́ль Курт (нем. Isabel Kurt; род. 26 ноября 1988) — швейцарская кёрлингистка.

## Достижения
- Чемпионат Швейцарии по кёрлингу среди женщин: бронза (2014).
- Чемпионат Швейцарии по кёрлингу среди смешанных команд: серебро (2013).
- Чемпионат мира по кёрлингу среди юниоров: бронза (2009).
- Чемпионат Швейцарии по кёрлингу среди юниоров: золото (2005, 2007, 2008, 2009).

## Команды
| Сезон                                          | Четвёртый            | Третий               | Второй               | Первый        | Запасной                                                                  | Турниры            |
| ---------------------------------------------- | -------------------- | -------------------- | -------------------- | ------------- | ------------------------------------------------------------------------- | ------------------ |
| 2006                                           | Мишель Ягги          | Stéphanie Jäggi      | Николь Швегли        | Изабель Курт  | Sandra Zurbuchen тренеры: Heinz Schmid Stefan Schmid                      | ЧМЮ 2006 (4 место) |
| 2006—07                                        | Мишель Ягги          | Мариса Винкельхаузен | Николь Швегли        | Изабель Курт  |                                                                           |                    |
| 2008                                           | Мишель Ягги          | Мариса Винкельхаузен | Николь Швегли        | Изабель Курт  | Gioia Oechsle тренер: Stefan Schmid                                       | ЧМЮ 2008 (6 место) |
| 2009                                           | Мариса Винкельхаузен | Мартина Бауман       | Франциска Кауфман    | Изабель Курт  | Николь Дюнки тренер: Andreas Schlunegger                                  | ЧМЮ 2009           |
| 2009—10                                        | Мариса Винкельхаузен | Andrea Meyer         | Sandra Verdun-Steuri | Изабель Курт  |                                                                           |                    |
| 2010                                           | Мариса Винкельхаузен | Франциска Кауфман    | Изабель Курт         | Regina Rohner | Женни Перре Andrea Meyer Marlis Kurt тренеры: Heinz Schmid, Daniel Müller | ЧШЖ 2010 (6 место) |
| 2013—14                                        | Алина Пец            | Надин Леман          | Николь Швегли        | Николь Дюнки  | Изабель Курт Andrea Marx тренер: Люция Эбнётер                            | ЧШЖ 2014           |
| Кёрлинг среди смешанных команд (mixed curling) |                      |                      |                      |               |                                                                           |                    |
| 2013                                           | Paddy Käser          | Изабель Курт         | Рафаэль Мерки        | Николь Швегли |                                                                           | ЧШСК 2013          |

(скипы выделены полужирным шрифтом)